# محمد بلخياطي
محمد بلخياطي وإسمه الحقيقي محمد بلعداسي ولد يوم: 25 ديسمبر 1939 بمدينة الشلف الجزائرية. مغني الراي و مؤلف اختص في الراي البدوي و التقليدي.
من بين الفنانين المشهورين في الجزائر في سنة 1968 محمد بلخياطي الذي حطم الرقم القياسي  كان يلقب بفريد الأطرش الجزائري وهو كذلك من غنى على الغربة و الثورة وهو من كبار الفنانين كان وحده في الساحة الفنية وكل الناس يعرفونه الكبير و الصغير إشتهر بأغنية خلو الطريق لبخة خلوها تفوت ماشيا لللسي رافدا كتوبها  حتى في سنة 1979 خرج خرجة أكثر من ذلك و هو يقوا طحت في بلاد بعيدة ونكسرت من الجناح وهي حبس البليدة  له حوالي 2500 أغنية  من كلماته و تأليفة شاعر كبير و اليوم  أصحاب الراي التالف رجعو فنانين يحراه على الأيام وهو يقول كي كانت الأيام كنا اللي نطلبوها تجنا ...... شكرا الشيخ أطال الله في عمرك .
وخاصة أغاني سنة 1979 بصوت الأندلب .